# Белз
Белз (укр. Белз, д.-рус. Белзъ, идиш בעלז‎, нем. Bels, пол. Bełz) — город в Шептицком районе Львовской области Украины. Административный центр Белзской городской общины.
Один из древнейших городов Украины, столица удельного княжества, затем административный центр воеводства Речи Посполитой и родина белзского направления в хасидизме. Белз в древности, вероятно, был одним из Червенских городов, а затем стал частью Галицко-Волынского княжества. С 2001 года Белз и его окрестности по решению правительства Украины стали Государственным историко-культурным заповедником «Княжий Белз».

## Этимология
Есть несколько версий происхождения названия города. Согласно наиболее распространённой версии, древнеславянское слово «белз» или «бевз» означало болотистую, влажную местность; то же слово в бойковском диалекте означает непроходимое, болотистое место. Есть также версия о кельтском происхождении названия; в кельтских языках «белз» или «пелз» означало воду, поток. Эта версия появилась в начале XX века в связи с многочисленными находками следов кельтской латенской археологической культуры на территории Прикарпатья. Ещё одна версия связывает название с древнерусским словом «бълизь» (белое место, поляна среди тёмного леса). Все эти версии достаточно правдоподобны и передают особенности природного расположения города.

## Географическое положение
Белз расположен на левом берегу реки Солокия — притоке Западного Буга — и правом берегу ручья Речица (Жечица), в 3 км от украинско-польской границы, в 12 км от Шептицкого, центра Львовско-Волынского угольного бассейна, в 25 км от Сокаля, районного центра. Район Белза принадлежит двум крупным и своеобразным физико-географическим областям: низинному Малому Полесью и Волынской возвышенности, которые разделены невысоким линейно вытянутым уступом. Возвышенная сторона района занята сельскохозяйственными угодьями, а низинная — лугами и лесами. По геологическому происхождению район принадлежит крупной докембрийской Восточно-Европейской платформе, которая здесь имеет наклон и пересечена сетью разломов, тянущимися в трёх направлениях: на северо-запад, северо-восток и на восток. Почти вся территория района покрыта морскими отложениями верхнемелового периода, представленными мергелями, известняками и мелом. Долины современных рек Солокии, Раты, Речицы, Болотни, Луги представляют собой остатки древних флювиогляциальных потоков. Эти долины в послеледниковом периоде стали заболоченными и развили отложения торфа глубиной от нескольких дециметров до нескольких метров, причём наибольшие отложения торфа сложились в долинах Солокии, Болотни и Раты. Лёссы и лёссообразные суглинки стали субстратом образования серых лесных грунтов. Южнее Белза проходит полоса дюн высотой 5-20 метров и длиной до сотен метров, что представляет редкое явление для Украины.

### Климатические условия
Климат Белза влажный, умеренно тёплый. Средняя температура января в Белзе, как и в Сокальском районе в целом, составляет −4,2 — 4,4 °C, июля +18,0 — +18,4 °C. Общая продолжительность периода с температурой выше 10 °C составляет в среднем 155—160 дней. Среднегодовая норма осадков составляет 560—640 мм в год. Осадки выпадают в основном в тёплый период года.

## Население
До середины XIX века в населении города преобладали русины, а евреи и поляки составляли примерно по 20 % численности (по расчётам украинского географа Владимира Кубийовича). С 1859 года и по 1931 год более половины населения Белза были евреями. В 1900 г. в городе проживали 2872, в 1910 г. — 3625 евреев (60 % населения), 1,600 украинцев и 900 поляков.
В сентябре 1939 года часть еврейского населения Белза покинула город вместе с частями Красной армии в конце сентября 1939 года (Договор о дружбе и границе между СССР и Германией). Белз вошёл в состав Генерал-губернаторства (1939—1944). В мае 1942 года еврейское население Белза составляло 1504 человек, но в июне 1942 г. депортация евреев была проведена в Грубешов и лагерь смерти Собибор.
В конце июля 1944 года Белз вошёл в состав Польши и в 1947 году из города было выселено всё украинское население. В 1951 году в соответствии с советско-польским межправительственным соглашением Белз вошёл в состав Украинской ССР и из города вывезли всех поляков. Город вновь был заселён в основном украинцами из других регионов УССР, и в настоящее время его население практически моноэтнично. В результате этих перемещений население Белза совершенно изменилось и не является прямым продолжением белзских горожан предшествующих эпох.
По данным переписи 2001 года, украинцы составляли 97,50 % населения Белза, русские — 1,69 %.

### Языковой состав
Родной язык населения по данным переписи 2001 года:
| Язык       | Численность, чел. | Доля     |
| ---------- | ----------------- | -------- |
| Украинский | 2 448             | 98,79 %  |
| Русский    | 29                | 1,17 %   |
| Другое     | 1                 | 0,04 %   |
| Итого      | 2 478             | 100,00 % |

Украинский язык является основным и единственным официальным языком города.

## История

### Средневековый период

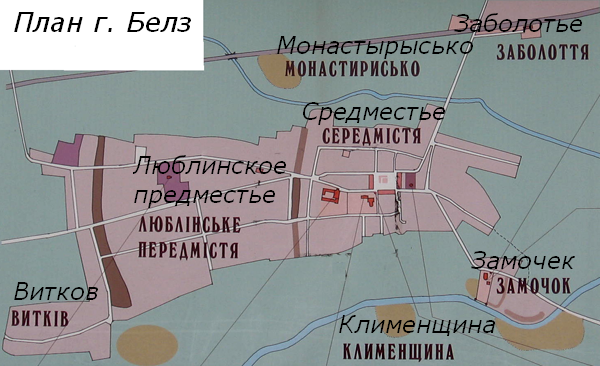

Первое упоминание о Белзе находится в «Повести временных лет», где под 1030 годом говорится, что город был отвоёван киевским князем Ярославом Мудрым у поляков.
Город основали на полуострове, образованном при слиянии рек Солокия и Речица, которые в ту пору были полноводными и богатыми рыбой. С северу к городу прилегала пологоволнистая Волынская возвышенность с плодородными и лёгкими для обработки почвами, на которых до сих пор сохранились дубово-липовые леса. Эти леса давали хороший строительный материал, кроме того в лесах развивалось бортничество. На юге простирались сосновые леса Малого Полесья с многочисленными реками и ручьями. Торговые пути из города вели на запад к Кракову, на юг к Галичу, на восток к Киеву, на север к Балтике. Неудобным было приграничное положение Белза. Для его обороны были созданы укреплённые городища Угнев (на западе) и Варяж (на севере). Самым северным форпостом Белзской земли стал Всеволожск, самым южным — Бужск.
Современные остатки древнего города расположены в урочище Замочек на низком левом берегу реки Солокии между её нынешним и старым руслами. Укреплённая часть поселения состоит из двух частей, детинца (крепости) и окольного города, сохранились укрепления — рвы и валы. Белзский детинец площадью около 4 га имеет прямоугольные очертания (220 на 190 м), он был обнесён по периметру валом, состоявшим из деревянных клетей, засыпанных землёй. Примыкавший к нему с юго-востока окольный город (площадь около 3 га) был укреплён валом с трёх сторон (кроме обращённой к детинцу). Город был окружён также неукреплёнными посадами, занимавшими соседние возвышенности среди болотистой низины. Археологами были обнаружены остатки домов с глинобитными полами, хозяйственные ямы, остатки гончарного горна. Среди находок есть также гончарная древнерусская посуда, орудия труда, ножи, боевой топор, наконечники стрел, шпоры, обломки стеклянных браслетов, шиферные пряслица, изделия из кости, свинцовая актовая печать. Абсолютное большинство находок датируется XI—XIV веками, преобладают материалы XII—XIII века.
В XI—XVII веках Белз был одним из наибольших городов Галицкой Руси, а также крупным региональным центром с развитыми ремёслами и торговлей, и быстро стал столицей удельного Белзского княжества (1170—1462). Краткая история Белзского удела и список его князей выглядит так:
- 1170—1195 Всеволод Мстиславич (брат Романа Мстиславича, князя Галицко-Волынского)
- 1195—1207 и 1215—1233 Александр Всеволодович
- 1208—1211 Василько Романович (брат Данила Романовича Галицкого)
- 1233—1241 во владении Данила Романовича Галицкого, зимой 1240—1241 годов город разрушили татаро-монголы.
- 1241—1245 Всеволод Александрович
- 1245—1269 владение Льва Даниловича Галицкого
- 1269—1301 Юрий Львович, после которого городом до 1340 года управляли воеводы и наместники Галицко-Волынского княжества.
- 1340—1377 в составе Литовского государства, владение князя литовской династии Юрия Наримунтовича.
- в 1352 город осадило сильное войско под предводительством польского и венгерского королей, однако гарнизон во главе с воеводой Дроздом (Дрозге) выстоял.
- в 1366 поляки вновь осаждали Белз, княжество стало феодом Королевства Польского.
- 1377—1387 в составе Венгерского королевства, управлял наместник, польский (силезский) князь и венгерский палатин Владислав Опольчик в 1377 году даровал городу магдебургское право.
- с 1387 года Белз является феодом Королевства Польского. В 1388 король Ягайло передал удел мазовецкому князю Земовиту IV Земовитовичу (правил в 1388—1426). Однако князья литовской династии Юрий Наримунтович и его сын Иван Юрьевич продолжали называть себя князьями белзскими. В 1402 году в Белзе поселились монахи-доминиканцы, которые стали крупными и богатыми землевладельцами, что позволило построить значительный комплекс церковных сооружений, сохранившийся до сих пор.
- 1426—1442 владение Казимира Земовитовича. В 1431 году он выступил против лидера русской партии Литвы князя Свидригайла, осаждал восставших сторонников Свидригайла, укрепившихся в Олеском замке, однако в это же время восстали русские горожане Белза, организовали ополчение и захватили Бужск.
- 1442—1455 владение Владислава Земовитовича. В 1442, 1450, 1453 в землю вторгались войска волынских литовских князей и союзные им ордынские отряды.
- 1455—1462 владение Земовита Владиславовича, последнего князя мазовецкой династии и отдельного белзского княжества.

В 1462 году поляками было ликвидировано Белзское княжество и город стал центром Белзского воеводства. В 1499 и 1502 годах его сжигали татарско-турецкие войска. В 1590 году в Белзе происходил съезд русских епископов Речи Посполитой в деле подготовки унии православной церкви с Римской церковью.
Из-за конкуренции со стороны городов, основанных поляками (Рава-Русская, Жолква, Кристинополь) в XVIII веке город постепенно терял политико-административные функции и превращался в торгово-ремесленный городок.
|                                                                                   |  |                             |  |                                                                 |
| Памятник в честь 950-летия города (1980), скульптор В.Савчук, архитектор Б.Черкес |  | Средневековая площадь Рынок |  | «Арианская башня» (1606), бывшая часовня, затем городской архив |

### Новое и новейшее время

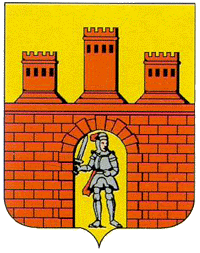
Герб 1772 г.

В ходе войны под предводительством Богдана Хмельницкого в 1648 во время наступления на Замостье казацко-крестьянские отряды обошли город, ограничившись выкупом. В 1704 году Белз был разрушен шведскими войсками. В 1772 году он вместе с Галицией вошёл в состав Габсбургской монархии. В 1884 году была построена железнодорожная станция. В 1914−1915 году город был занят русскими войсками и входил в состав Галицийского генерал-губернаторства; в ходе военных действий он значительно пострадал. После распада Австро-Венгрии в 1918 году Белз короткое время был уездным городом ЗУНР, а в 1919 году вошёл в состав Польши. В 1939 году Белз в ходе Польского похода был занят Красной армией, а затем по Договору о ненападении между Германией и Советским Союзом вошёл в состав созданного нацистами на территории Польши Генерального губернаторства. Перед вхождением Белза в состав нацистской Германии город практически покинуло его основное население — евреи, однако, город практически не затронули столкновения между некоммунистическими украинскими и польскими партизанами, в ходе которой исчезли соседние сёла Маджарки и Безуев. Перед вступлением советской армии ушло немецкое население и прекратили существование немецкие сёла Иосиповка и Брукенталь. В 1944 полуразрушенный Белз снова стал частью Польши. В ходе обмена населением между Польской народной республикой и Украинской ССР, а также после операции «Висла», из Белза и округи были выселены все украинцы. Этому сопротивлялись отряды УПА, действовавшие в округе, один из них в 1949 обстрелял из миномётов железнодорожную станцию во время операции по депортации украинцев. В 1951 году находившуюся на территории Польши часть Львовско-Волынского угольного бассейна вместе с расположенным западнее угольных разработок Белзом, передали в состав УССР в обмен на горный нефтегазоносный Устрицкий район. При этом польское население Белза (около 800 человек) вместе со всем движимым имуществом было вывезено, а на его место в пустой город поселены в основном украинцы из Нижне-Устрицкого района, а также выходцы из других районов Украины и СССР.
В 1951 году Белз стал центром Забужского района Львовщины, который в 1962 был упразднён и введён в состав Сокальского района. При советской власти были построены современные школа, профессионально-техническое училище, поликлиника, кинотеатр. Инфраструктуру дополнили клуб с библиотекой, детская музыкальная школа. В городе были разобраны разрушенные войной здания, отреставрирована часть памятников архитектуры. Промышленность включала филиал Львовского завода радиоэлектронной медицинской аппаратуры, маслобойное и асфальтное предприятия. Стремительное развитие соседнего Шептицкого как центра Львовско-Волынского угольного бассейна сузило зону влияния Белза и не дало ему возможность увеличить собственное население.
|                       |  |                       |  |                                                                        |
| Средняя школа в Белзе |  | Городская поликлиника |  | Памятник советским воинам, погибшим при освобождении Белза в 1944 году |

## Современность

### Экономика и культура
Экономический кризис 1990-х оказал негативное влияние на экономику города, предприятия перепрофилировались и значительно снизили объёмы выпускаемой продукции, значительная часть трудоспособного населения оказалась без работы и вынуждена была уехать на заработки в Европейский союз или Россию. В 2001 году Белз стал историко-культурным заповедником с общей площадью охраняемой территории 310 га (директор Надежда Калыш). Стали предприниматься меры по реставрации памятников архитектуры, 13 из которых имеют всеукраинское значение, 50 — местное значение, есть также памятники истории, монументального искусства, градостроения, археологии. Реставрационные работы и строительство заняли часть безработного населения. Планируется строительство таможенного перехода на проходящей мимо города украинско-польской границе, что должно оживить экономику города.
Культурно-образовательные учреждения города включают школу (в которой находится музей города), профессионально-техническое училище, детскую музыкальную школу, Народный дом с городской библиотекой, дом творчества учащихся. В результате кризиса 1990-х в городе перестал работать и сейчас перестраивается единственный кинотеатр.
|                                                  |  |                                                  |  |                                              |
| Строительное профессионально-техническое училище |  | Народный дом и библиотека (бывший Уланский клуб) |  | Кинотеатр имени Ивана Франко (недействующий) |

### Религия
Для западных регионов в целом характерен самый высокий по Украине уровень религиозной активности: здесь по данным 2005 года приходилось больше 9 зарегистрированных религиозных организации на каждые 10 тысяч жителей (в центральных областях — 2-5 организаций, в юго-восточных регионах — 1-2 организации). Не является исключением и Белз, в котором на две с половиной тысячи жителей приходится две греко-католических общины, одна православная (УПЦ (КП)) и одна римско-католическая, а также собрания протестантов (которые пока не обладают собственными помещениями). Белз принимает около 10 тысяч паломников-хасидов в год, для приёма которых построен дом с помещением для проведения богослужений.
Самая старинная в городе церковь — Пятницкая (Святой Параскевы), которая находится на христианском кладбище на Люблинском предместье. Эта двухсрубная, одноверхая церковь была построена только из дерева без использования железный гвоздей в XVII веке. К квадратному в плане центральному срубу с востока примыкает гранёный пятистенный сруб. Центральный сруб перекрыт шлемовидной главой на световом восьмерике, восточный — накрыт пятискатной крышей. В 1979 году были проведены реставрационные работы (архитекторы Б. Я. Киндзельский, Г. П. Крук, И. Р. Могытыч). По главной оси сооружения расположена колокольня, так же памятник архитектуры. Оба памятника создают скромный ансамбль народной архитектуры галицкой школы. В советское время здесь размещался музей истории города, а во время перестройки именно в этом храме были разрешены первые в городе собрания грекокатоликов.
|                                                                 |  | |  |                                                                      |
| Деревянная церковь Святой Параскевы (ныне в собственности УГКЦ) |  | Церковь Святого Николая, находящаяся в собственности УПЦ КП (в прошлом католический костёл Святой Пани Марии) |  | Современный дом для приёма паломников, хасидов белзского направления |

## Достопримечательности и религиозные святыни

### Ансамбль доминиканского монастыря
Костёл Святого Николая был возведён из красного кирпича в середине XVI века, в 1867 году он реставрировался и реконструировался. Костёл был разрушен в 1944 году авиабомбой во время ожесточённых боёв между германскими и советскими войсками и до сих пор лежит в руинах. В междувоенный период кельи мужского монастыря были перестроены и стали зданием городской ратуши. В парке около руин монастыря в 1980 году был установлен памятник 950-летия Белза.
Ансамбль женского доминиканского монастыря, расположенный по ул. Савенко, 3, характерен для архитектуры барокко XVII—XVIII веков состоял из костёла, к которому с юга и запада примыкают прямоугольные корпуса.
В 1743 году костёлу с южной и западной стороны были пристроены кельи мужского и женского монастырей. Оба корпуса кирпичные, прямоугольные в плане, двухэтажные, накрыты скатными крышами. Вместе с костёлом они образовывали замкнутый внутренний дворик, Фасады келий лишены архитектурного декора, прорезаны прямоугольными оконными проёмами, завершены профильными карнизами. Костел женского монастыря в 1785 году передан грекокатоликам вместо сгоревшей деревянной церкви Св. Николая. До 1945 года церковь носила названия Св. Духа. С 1945 по 1951 год здесь был польский костел, после передачи города СССР храм был закрыт и лишь с 1990 года стал снова грекокатолической церковью Святого Николая. Кельи женского монастыря с 1960-х годов пребывают в руинах, большая часть комплекса не восстановлена до сих пор.
|                                                                                 |  |                                                                                                |  |                              |
| Бывшие кельи мужского доминиканского монастыря, с 1930-х годов городская ратуша |  | Бывшие кельи сестёр-доминиканок (с 1990-х грекокатолическая церковь Святого Николая) и часовня |  | Руины доминиканского костёла |

### Икона Белзской (Ченстоховской) Богоматери
Наиболее почитаемая католиками Польши Ченстоховская икона Богоматери, находящаяся ныне в Ясногорском монастыре, в пору существования удельного Белзского княжества находилась в церкви Белзского замка (теперь эта местность называется Замочек). Икона была вывезена в 1382 году из города польским (силезским) князем и венгерским палатином Владиславом Опольчиком. Легенда приписывает написание иконы евангелисту Луке. По одной из версий, икону в X веке привезла в Киев вместе со своим приданым Анна, сестра византийских императоров Константина и Василия, которую выдали замуж за Владимира Великого. Князь Владимир Великий приказал поместить икону в Десятинной церкви — первой каменной церкви Киева, где она находилась до 1240 года, а во время осады Киева ханом Батыем была тайно вывезена в небольшой княжеский город Белз. Согласно другой версии, икону привезли в XII веке два византийских императора-изгнанника — Андроник Комнин и Алексей Ател. Однако большинство современных польских исследователей не разделяет мнение об авторстве Святого Луки и считает, что икона была написана в Константинополе в XI—XII веках, хотя есть также гипотезы про её византийско-русское и итальянское происхождение. Порезы на иконе были оставлены, по одной из версий, осаждавшими Белз татарами, по другой — гуситами во время осады ими католического Ясногорского монастыря в 1415 году. В 2006 году копия иконы была передана администрации города и теперь находится в Белзе в часовне Святого Валентина (возле православной церкви Святого Николая, то есть в том месте, где она хранилась в старину).
|                                      |  |                                                      |  |                                              |
| Копия Белзской (Ченстоховской) иконы |  | Часовня Святого Валентина, где находится копия иконы |  | Комплекс, посвящённый иконе, построен в 1935 |

### Иудаизм. Святыни белзских хасидов
Первые упоминания о белзских иудеях относятся к 1469 и 1494 годам. Евреи селились в Люблинском предместье, где и сейчас осталось их старинное кладбище. В 1570 году в городе уже было 20—25 еврейских семей, были построены деревянные синагога, микве, другие общинные здания. В 1665 белзская еврейская община добилась равноправия в правах и обязанностях и с этих пор активные в предпринимательстве евреи заселяют также площадь рынок, центральную часть города. В 1816 г. Белз стал одним из центров хасидизма в Галиции и резиденцией собственной хасидской династий. Шолом Рокеах, называемый Сар Шолом («Князь мира»), ученик Яакова Ицхака ха-Хозе («ясновидящего») из Люблина, был раввином в Белзе в 1817—1855 годах, после смерти своего учителя был признан цадиком. По инициативе Шолома Рокеаха в 1843 в Белзе была выстроена Большая синагога. Продолжили династию белзских ребе Егошуа Рокеах (1825—1894, второй белзский ребе), Иссохар Дов Рокеах (I) (1854—1926, третий белзский ребе), Арон Рокеах (1877—1957, четвёртый белзский ребе). С 1859 года и по 1931 год более половины населения Белза были евреями. В 1900 г. в городе проживало 2872 еврея, в 1914 г. — 3600 евреев, 1600 украинцев, 900 поляков.
В 1920—1930 гг. в Белзе активно действовала сионистская организация, благодаря чему часть хасидов репатриировались в Палестину. В сентябре — конце октября 1939 года Белз был занят Красной Армией, вслед за уходом которой покинули город почти все белзские евреи. Еврейское население окрестных сёл было практически полностью уничтожено во время Холокоста.
После войны в город вернулись всего две сотни евреев-белжан. После войны они эмигрировали из Советского Союза как граждане Польши, а затем в 1946 году большинство из них покинуло и Польшу. Центр хасидизма белзского направления переместился в 1944 году в Тель-Авив (Арон Рокеах), а потом в Иерусалим (Иссохар Дов Рокеах (II) (с 1957, пятый белзский ребе).
Паломники-хасиды посещают могилы белзских раввинов, почитаемых в качестве чудотворцев. Существует поверие, что приход мессии начнётся с белзской синагоги.
По одной из версий, известная еврейская мелодия «Майн штетеле Бэлц» (Mein shtetele Belz) была придумана именно про данное местечко.
|                             |  |                                                                    |  |                                                                          |
| Надгробия белзских раввинов |  | Бывшее здание общества по опеке за нуждающимися иудеями «Ишре Лев» |  | Белзская Большая синагога (взорвана нацистами, руины разобраны в 1950-х) |

### Прочие достопримечательности
- Костел и монастырь Доминиканцев XVII века. Со Второй мировой войны в руинах, его часть используется как дом городской власти
- Костел Пресвятой Девы Марии и часовня св. Валентина 1911 года, расположенные на территории бывшего замка
- Деревянная церковь св. Параскевы XVII век
- Часовня Снопковских, известная также как «Арианская башня» 1606 год
- Белзская ратуша XVII век
- Еврейский молитвенный дом 1909 года
- Католическое и еврейское кладбище
- Оригинальная галицкая деревянная застройка

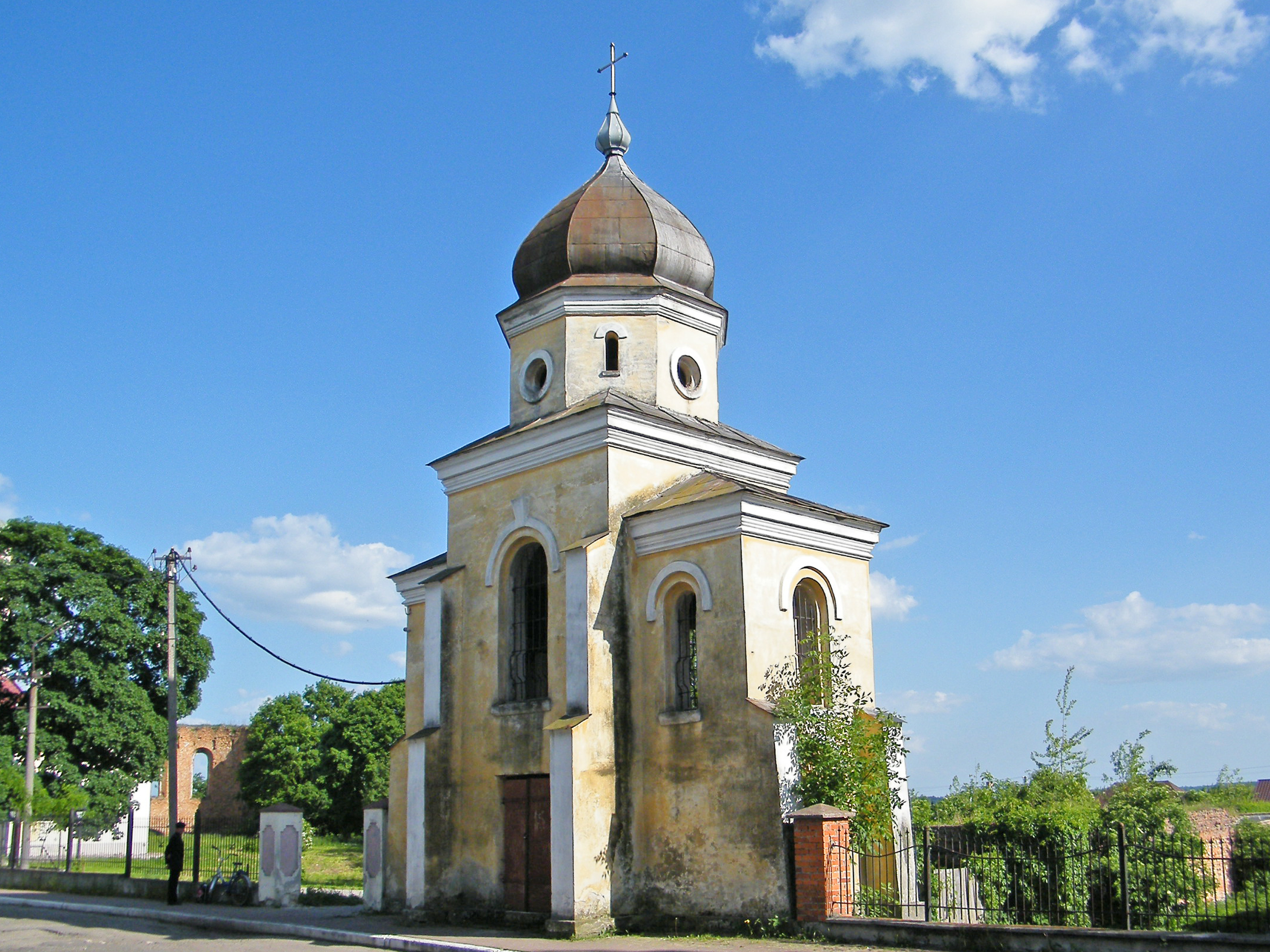
Колокольня 1906 года
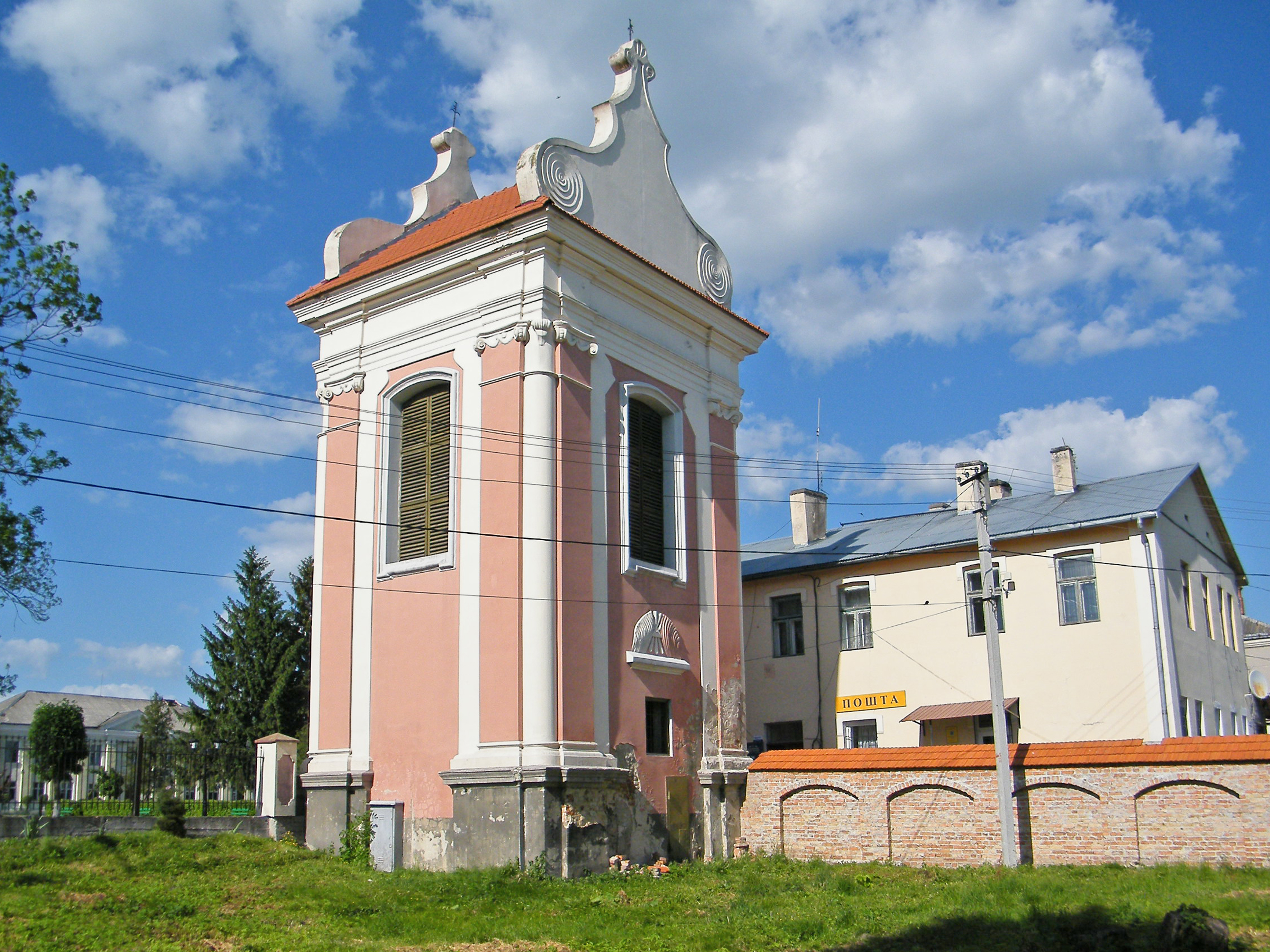
Звонница монастыря доминиканцев
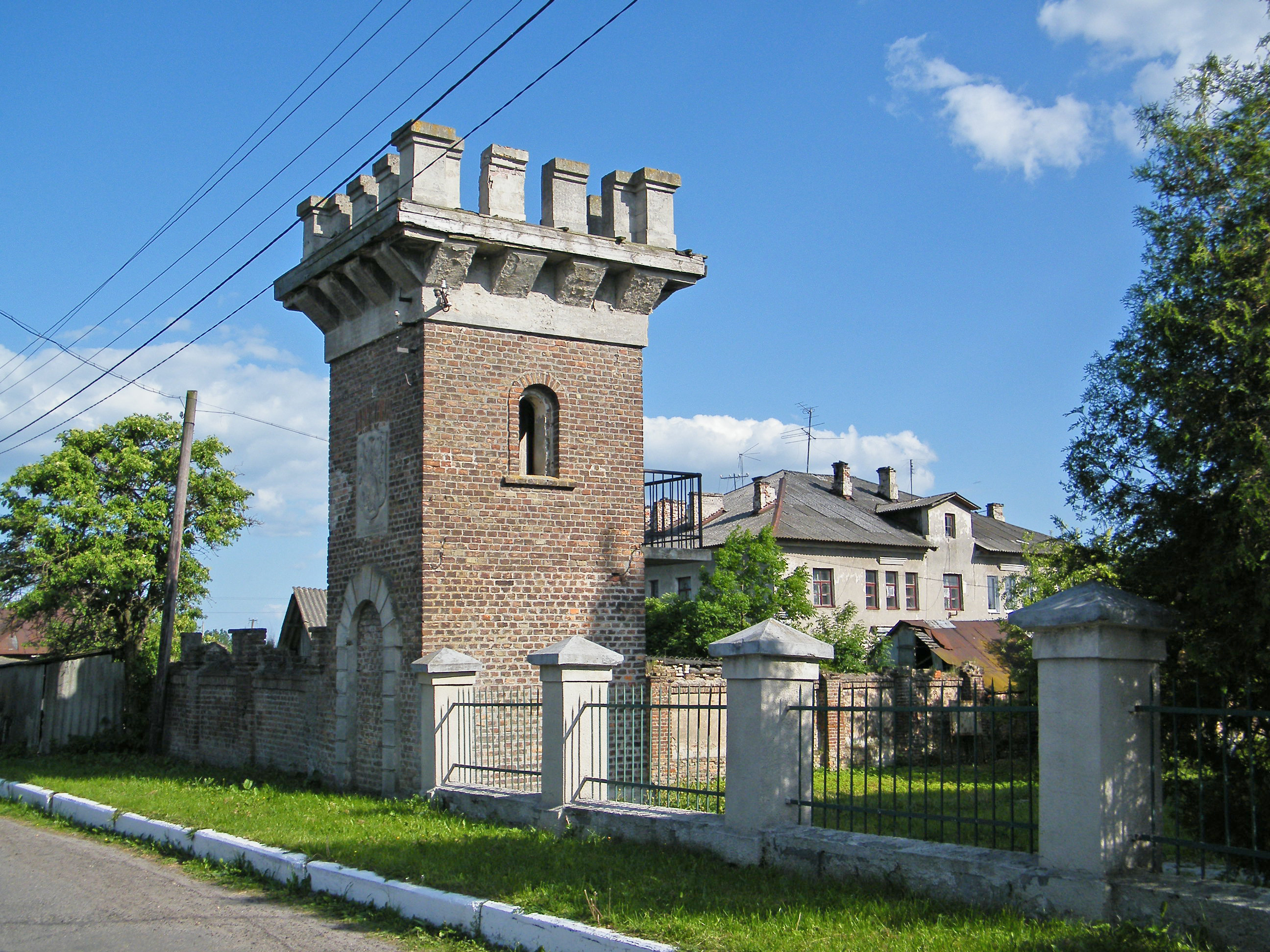
Двухъярусная башня-колокольня 1933 года

## Транспортное сообщение
Транспортное сообщение Белза с другими населёнными пунктами обслуживают железнодорожная станция Белз принадлежащая Укрзализныце, есть также автобусное сообщение. Дизель-поездами Белз связывается с Рава-Русской и Сокалем. Автобусы и маршрутные такси ходят во Львов, Шептицкий, Сокаль, Варяж, Раву-Русскую, Угнев, сёла Каров, Хливчаны, Домашев, Диброва и другие.
Добраться в Белз из Львова можно на маршрутке «Львов-Варяж», которая отправляется от автобусной станции № 2 (ул. Б. Хмельницкого, 225), а из Равы-Русской или Сокаля на дизель-поезде.

## Дополнительные факты
- Из околиц Белза происходит и первый святой Московской Руси, первый митрополит Московский Пётр Ратенский (умер в 1353 году)[19].
- После передачи Белза из состава Польши в состав СССР (УССР), в нём практически не было жителей. Последний коренной ныне живущий житель города, родившийся в довоенном Белзе, — Мария Мавко (1925 года рождения)[20].
- По утверждению С. И. Бэлза, его фамилия происходит от названия городка[32].